# Liefdesbruggetje
Het Liefdesbruggetje (brug 172) is een brug in Amsterdam Oud-Zuid.
De voetbrug is van de drie bruggen in het Sarphatipark de meest oostelijk gelegen brug. Ze overspant het drainagesysteem van het park. Het water wordt net voor de brug uit een vijver omhoog gepompt; vervolgens stroomt het water via een kunstmatige watergang/val in de grote vijver. Door de val komt er meer zuurstof in het water. Het water stroomt vervolgens onder brug 191 en de Lies Visserbrug (brug 185) naar het pomphuis, van waaruit het water via een ondergrondse leiding weer terug gepompt wordt naar de hooggelegen vijver. Het ontwerp van de originele brug is afkomstig van ingenieur/architect Jacobus van Niftrik en stamt uit 1884 met de tekst "Ontwerp van een rustieke brug met waterval in het park in de Binnendijkschen Buitenvelderschen polder". De brug moest af en toe vervangen dan wel hersteld worden zoals in 1947 en 1976.
De brug dankt haar naam aan de aantrekkelijkheid als decor voor trouwfoto’s. Vanaf de brug heeft men onbelemmerd uitzicht over een deel van het park. Brug en omgeving ondergingen diverse wijzigingen. Bij de herinrichting van het park in 2003 kwam de originele staat zoveel als mogelijk terug. Onder de brug ligt een enorme zwerfsteen. 

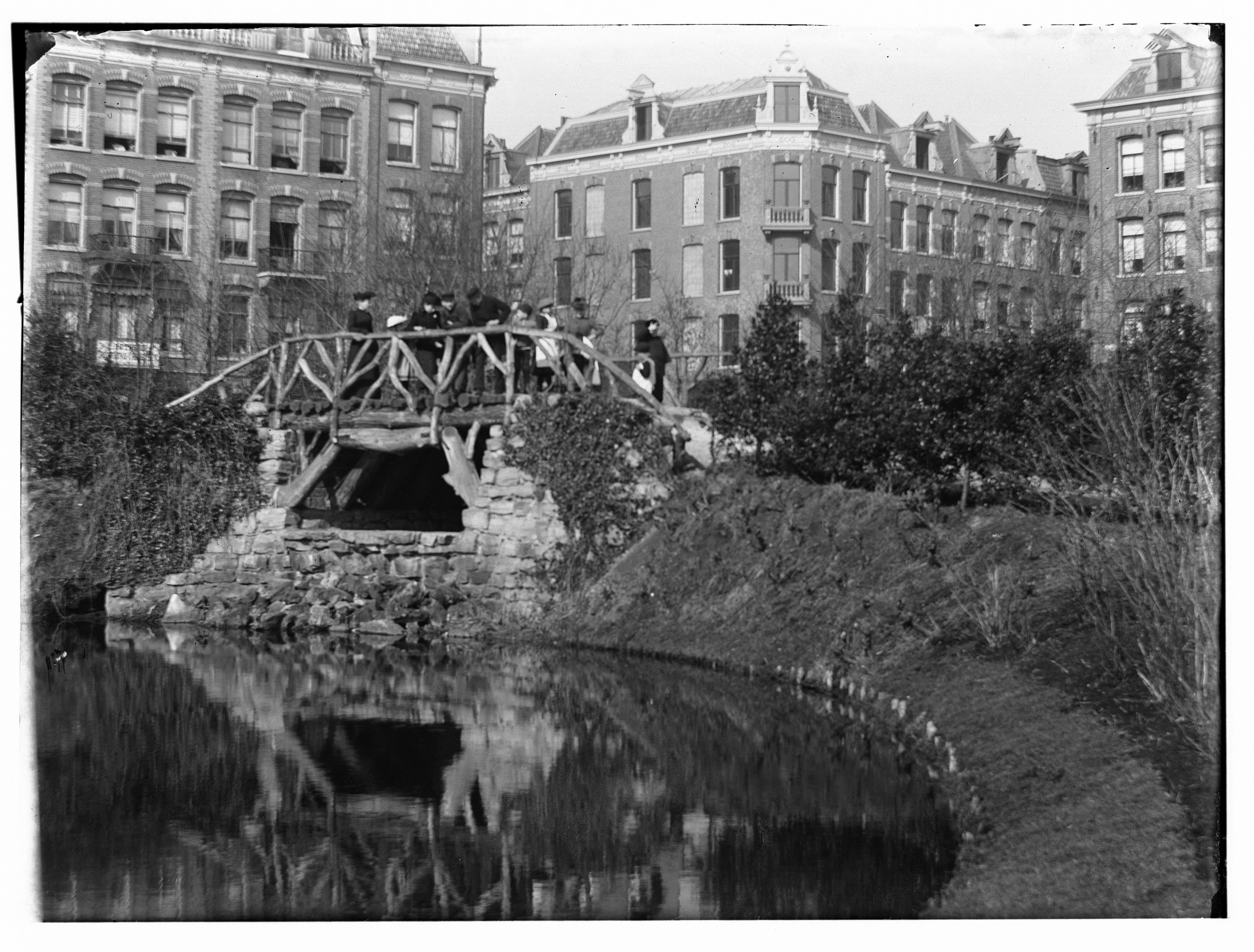
Het origineel vastgelegd door Jacob Olie in 1891

<<< · 100 · 101 · 102 · 103 ·  105 · 106 · 107 · 108 · 109 ·  110 · 111 · 112 · 113 · 114 · 115 · 116 · 117 · 118 · 119 · 120 · 121 · 122 · 123 · 124 · 125 · 126 · 127 · 128 · 129 · 130 · 131 · 132 · 135 · 136 · 137 · 138 · 139 · 140 · 141 · 142 · 143 · 144 · 145 · 146 · 147 · 148 · 149 ·  150 · 151 · 152 · 155 · 156 · 159 · 160 · 161 · 162 · 163 · 164 · 165 · 166 · 167 · 168 · 169 ·  170 · 171 · 172 · 173 · 174 · 175 · 176 · 177 · 178 · 179 · 180 · 181 · 182 · 183 · 184 · 185 · 186 · 187 · 189 · 190 · 191 · 192 · 193 · 194 · 195 · 196 · 198 · 199 · >>>
Brugnummers 104, 133, 134, 153, 154, 157, 158, 188 en 197 zijn niet (meer) in gebruik.